# 旋风多管火箭炮
旋风多管火箭炮（俄语：РСЗО «Торна́до»），是俄罗斯于2010年代推出的一型多管火箭炮系统。其中旋风-G型用以汰换原先的BM-21 「冰雹」火箭炮，旋风-S型用以汰换原先的BM-30「龍捲風」火箭炮。

## 型号

### 旋风-G型
旋风-G型的GRAU制式代號為9K51M，为BM-21 「冰雹」火箭炮现代化改进版，口径保持不变仍为122毫米，对火控系统、自动制导、瞄准和导航系统进行了升级，炮组人员可以在卡车车厢内执行发射任务。最大射程为100公里，火箭弹装药量增加。于2013年底完成测试并投入量产。2014年首批列装俄罗斯武装部队。2018年起向国际市场推出。

### 旋风-S型
旋风-S型的GRAU制式代號為9K515，为BM-30「龍捲風」火箭炮深度改进版，口径保持不变仍为300毫米，拥有自动数字火控系统，炮组人员可以在卡车车厢内执行发射任务。可使用格洛纳斯卫星制导火箭弹（9М544/9M549），最大射程为120公里，號稱圆概率误差为5-10米，并可以对每发火箭弹指定单独的目标。于2017年投入量产。2019年首批列装俄罗斯武装部队。

## 服役历史
2015年，旋风-S型被加入《新明斯克協議》有关重型武器限制中，要求冲突双方后撤，为旋风-S型在内的武器建立宽140公里的安全区。
在2022年俄罗斯入侵乌克兰期间，俄罗斯武装部队使用了旋风多管火箭炮，在被攻击的乌克兰境内上发现了其卫星制导火箭弹残骸。

## 使用国

### 旋风-G型
- 俄羅斯

### 旋风-S型
- 俄羅斯